# Stephan Gerlach

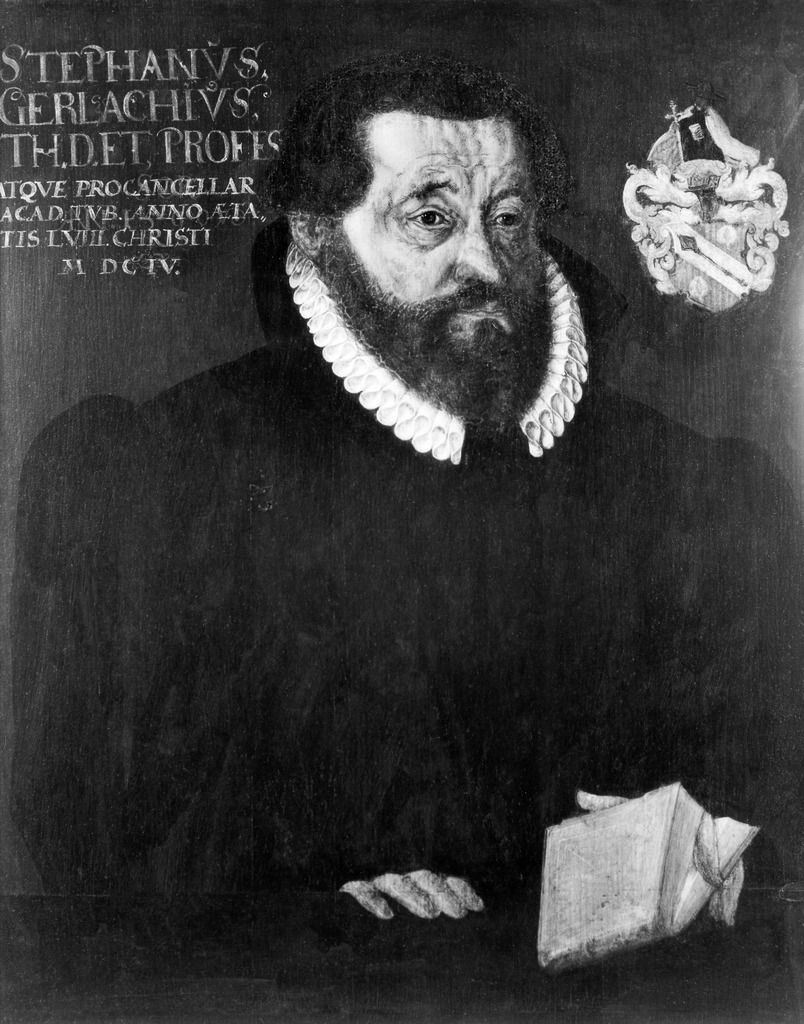
Stephan Gerlach – Ölbildnis von 1604 in der Tübinger Professorengalerie, vermutlich von Hans Ulrich Alt

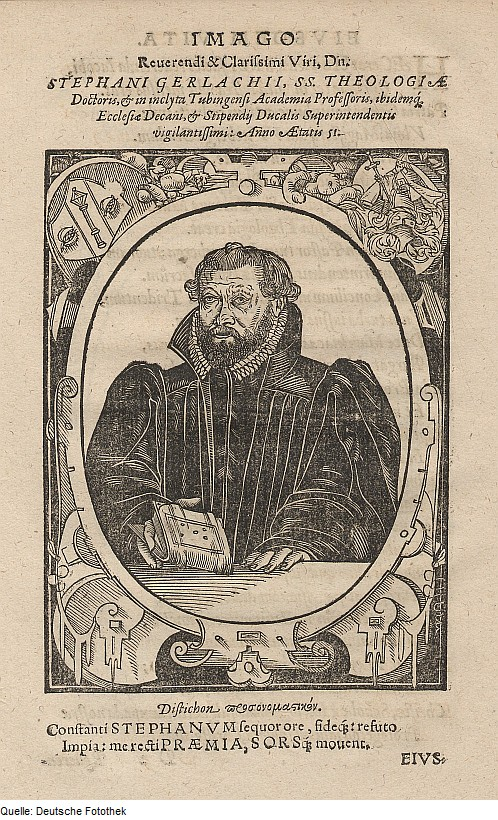
Stephan Gerlach

Stephan Gerlach der Ältere (* 26. Dezember 1546 in Knittlingen; † 30. Januar 1612 in Tübingen) war ein deutscher evangelisch-lutherischer Theologe und Pfarrer.

## Leben
Gerlach war ein Sohn des Steinmetzen Georg Gerlach und dessen zweiter Ehefrau. Er besuchte ab dem 12. Lebensjahr eine Schule in Stuttgart und kam drei Jahre später in die neue Klosterschule des Klosters Maulbronn, wo er durch Valentin Vanne ausgebildet wurde. Im Jahr 1563 wechselte er zur Universität Tübingen und erhielt ein fürstliches Stipendium, das es ihm ermöglichte die nächsten zehn Jahre zu studieren. 1564 machte er sein Bakkalaureat und wurde 1567 Magister in Tübingen. Von 1573 bis 1578 war er als Gesandtschaftsprediger und Hausgeistlicher des kaiserlichen Gesandten Baron David Ungnad in Konstantinopel, obwohl er dieses Amt anfänglich ablehnte. Seine Reisebeschreibung, eine wichtige Quelle für den damaligen Orient, wurde erst 1674, über 60 Jahre nach Gerlachs Tod, in Frankfurt am Main veröffentlicht.
1578 wurde Gerlach außerordentlicher Professor, 1586 ordentlicher Professor der Theologie und 1591 Dekan der Stiftskirche in Tübingen, 1598 (oder 1600) ebendort Vizekanzler und Propst. In seinen weiteren Publikationen wandte er sich gegen Calvinisten und Jesuiten.
Gerlach hatte mindestens acht Kinder. Unter seinen Enkeln waren der gleichnamige Kirchenhistoriker Stephan Gerlach (6. Mai 1621–12. Juni 1697) und Samuel Gerlach (1609–1683), der nach Gerlachs Tod das Tagebuch herausgab.

## Schriften
- Samuel Gerlach (Hrsg.): Stephan Gerlachs deß Aeltern Tage-Buch der von zween glorwürdigsten römischen Kaysern, Maximiliano und Rudolpho, beyderseits den Andern dieses Nahmens an die ottomanische Pforte zu Constantinopel abgefertigten und durch den Wohlgebornen Herrn Hn. David Ungnad, Freiherrn zu Sonnegk und Preyburg […] mit würcklicher Erhalt- und Verlängerung des Friedens zwischen dem Ottomannischen und Römischen Kayserthum und demselben angehörigen Landen und Königreichen glücklichst-vollbrachter Gesandtschafft. Zunner, Frankfurt am Main 1674 (bvbm1.bib-bvb.de).